# Чусовој
Чусовој (рус. Чусовой) град је у Русији у Пермском крају. Према попису становништва из 2010. у граду је живело 46.740 становника.

## Становништво
Према прелиминарним подацима са пописа, у граду је 2010. живело 46.740 становника, 4.875 (9,44%) мање него 2002.
| 1939.  | 1959.  | 1970.  | 1979.  | 1989.  | 2002.  | 2010.  |
| ------ | ------ | ------ | ------ | ------ | ------ | ------ |
| 43.256 | 60.058 | 58.202 | 56.447 | 57.874 | 51.615 | 46.735 |